# برج فلکی

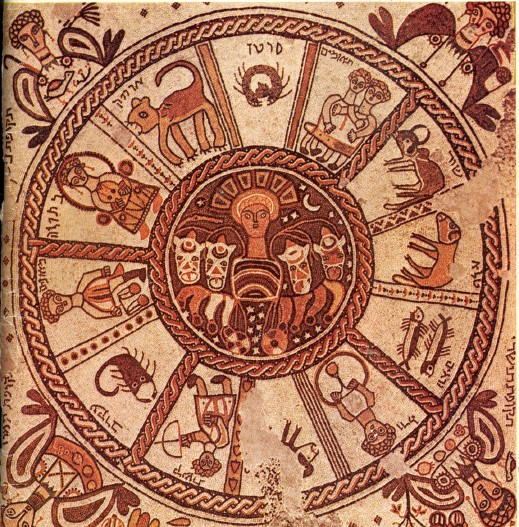
برج‌های دوازده‌گانه

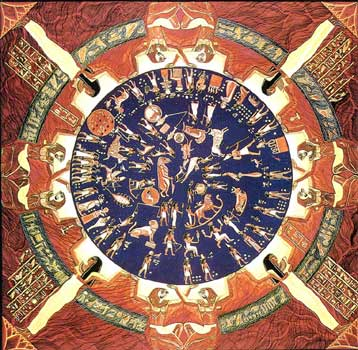
برج‌های دوازده‌گانه بر روی یک ظرف به جا مانده از مصر باستان

برج‌های فلکی (برج‌های دوازده‌گانه)، ۱۲ منطقهٔ برابر بخش‌بندی شدهٔ منطقةالبروج است که با پیکر آسمانی (صورت‌های فلکی) متناظر با خود مشخص می‌شوند. هر برج فلکی کمربندی است به درازای ۳۰ درجه کمانی، هم‌راستای دائرةالبروج و با پهنای ۱۶ درجه که دایرة البروج مدار آغازین و میانی آن است. هر برج از ۸ درجهٔ شمالی تا ۸ درجهٔ جنوبی پهنا دارد.
چون هر برج نمایندهٔ ۳۰ درجه حرکت ظاهری خورشید بر مدار دایرة البروج است و چون این حرکت یا به اصطلاح توقف ظاهری مرکز خورشید در هر برج حدود ۳۰ روز به طول می‌انجامد، به صورت تقریبی می‌توان آن‌ها را با ماه‌های گاهشماری هجری خورشیدی یکسان دانست.

## نام‌گذاری
نزدیک به ۲۰۰۰ سال پیش، این برج‌ها بر اساس پیکر آسمانی که در هر برج قرار داشت و خورشید از آن گذر می‌کرد نام‌گذاری شدند؛ برای نمونه، برج حَمَل (بره) به دلیل گذر خورشید از پیکر آسمانی بره این نام خوانده شده‌است. به دلیل پیش‌روی محوری زمین (با دورهٔ تناوب ۲۶۰۰۰ سال)، این برج‌ها حدود ۳۰ درجه (یک برج) نسبت به پیکر آسمانی خود عقب رفت کرده‌اند؛ به همین دلیل پیکر آسمانی بره دیگر نه در برج حمل که در برج حوت (ماهی) قرار دارد. چون طبق قرارداد برج حمل همیشه با لحظهٔ اعتدال بهاری آغاز می‌شود؛ نام این برج‌ها بدون توجه به قرارگیری پیکر آسمانی متناظر با خود و به ترتیب قدیمی باقی مانده‌است که می‌توان آن را در نام‌گذاری ماه‌های گاهشماری هجری خورشیدی در افغانستان مشاهده نمود. نام‌گذاری این برج‌ها بدین صورت است:
1. حَمَل (بره)
2. ثَور (گاو)
3. جَوزا (دو پیکر)
4. سَرَطان (خرچنگ)
5. اَسَد (شیر)
6. سُنبُله (خوشه)
7. میزان (ترازو)
8. عَقرب (کژدم)
9. قَوس (کماندار)
10. جَدْی (بز)
11. دَلو (آب‌ریز)
12. حوت (ماهی)

در ستاره‌شناسی مدرن، مشخص شده‌است که در برج عقرب (کژدم) خورشید از پیکر آسمانی مارافسای نیز گذر می‌کند و در واقع بیش‌تر از پیکر آسمانی عقرب (کژدم) در مارافسای متوقف می‌شود.
| بُرج‌های دوازده‌گانه | بُرج‌های دوازده‌گانه | بُرج‌های دوازده‌گانه                | بُرج‌های دوازده‌گانه                            | بُرج‌های دوازده‌گانه                | صُوَرِ فَلَکی بر دایرةالبروج | صُوَرِ فَلَکی بر دایرةالبروج | صُوَرِ فَلَکی بر دایرةالبروج | صُوَرِ فَلَکی بر دایرةالبروج |
| برج               | نمادِ برج          | مختصات حُلول: زاویهٔ مَیل بُعد ساعتی | میانگین حلول به وقت نصف‌النهاری ایران (۳:۳۰+) | ماه خورشیدی اقامت خورشید d: h: m | صورت فَلَکی               | تاریخ حلول (مرزهای IAU) | اقامت خورشید            | روشنترین ستاره          |
| ----------------- | ----------------- | -------------------------------- | -------------------------------------------- | -------------------------------- | ----------------------- | ----------------------- | ----------------------- | ----------------------- |
| حَمَل               | Aries             | "۰۰٫۰ '۰۰ ۰۰° ۰۰h۰۰m۰۰٫۰۰s       | ۰۰:۰۰ روز ۱ فروردین (۲۱ مارس)                | فروردین ۳۰:۱۱:۰۰                 | بره                     | ۳۰ فروردین (۱۹ آوریل)   | ۲۵ روز                  | آلفا حمل                |
| ثَور               | Taurus            | "۱۴٫۷ '۲۸ ۱۱°+ ۰۱h۵۱m۳۸٫۶۴s      | ۱۰:۵۸ روز ۳۱ فروردین (۲۰ آوریل)              | اردیبهشت ۳۰:۲۳:۰۶                | گاو                     | ۲۴ اردیبهشت (۱۴ مه)     | ۳۷ روز                  | دبران                   |
| جَوزا              | Gemini            | "۵۳٫۴ '۰۸ ۲۰°+ ۰۳h۵۱m۱۶٫۶۲s      | ۱۰:۰۳ روز ۳۱ اردیبهشت (۲۱ مه)                | خرداد ۳۱:۰۷:۵۴                   | دوپیکر                  | ۳۰ خرداد (۲۰ ژوئن)      | ۳۱ روز                  | بتا دوپیکر              |
| سَرَطان             | Cancer            | "۱۲٫۰ '۲۶ ۲۳°+ ۰۶h۰۰m۰۰٫۰۰s      | ۱۷:۵۶ روز ۳۱ خرداد (۲۱ ژوئن)                 | تیر ۳۱:۱۰:۵۲                     | خرچنگ                   | ۳۰ تیر (۲۱ ژوئیه)       | ۲۰ روز                  | بتا خرچنگ               |
| اَسَد               | Leo               | "۵۳٫۴ '۰۸ ۲۰°+ ۰۸h۰۸m۴۳٫۳۸s      | ۰۴:۴۹ روز ۱ مرداد (۲۳ ژوئیه)                 | مرداد ۳۱:۰۷:۰۵                   | شیر                     | ۱۹ مرداد (۱۰ اوت)       | ۳۷ روز                  | قلب‌الاسد                |
| سُنبُله             | Virgo             | "۱۴٫۷ '۲۸ ۱۱°+ ۱۰h۰۸m۲۱٫۳۶s      | ۱۱:۵۶ روز ۱ شهریور (۲۳ اوت)                  | شهریور ۳۰:۲۱:۴۰                  | دوشیزه                  | ۲۵ شهریور (۱۶ سپتامبر)  | ۴۵ روز                  | سماک اعزل               |
| میزان             | Libra             | "۰۰٫۰ '۰۰ ۰۰° ۱۲h۰۰m۰۰٫۰۰s       | ۰۹:۳۷ روز ۱ مهر (۲۳ سپتامبر)                 | مهر ۳۰:۰۹:۲۳                     | ترازو                   | ۹ آبان (۳۱ اکتبر)       | ۲۳ روز                  | بتا ترازو               |
| عَقرَب              | Scorpio           | "۱۴٫۷ '۲۸ ۱۱°- ۱۳h۵۱m۳۸٫۶۴s      | ۱۹:۰۳ روز ۱ آبان (۲۳ اکتبر)                  | آبان ۲۹:۲۱:۳۶                    | کژدم                    | ۲ آذر (۲۳ نوامبر)       | ۷ روز                   | قلب‌العقرب               |
| —                 | —                 | —                                | —                                            | —                                | ماراَفسای                | ۹ آذر (۳۰ نوامبر)       | ۱۸ روز                  | آلفا مارافسای           |
| قَوس               | Sagittarius       | "۵۳٫۴ '۰۸ ۲۰°- ۱۵h۵۱m۱۶٫۶۲s      | ۱۶:۴۲ روز ۱ آذر (۲۲ نوامبر)                  | آذر ۲۹:۱۳:۲۰                     | کمان                    | ۲۷ آذر (۱۸ دسامبر)      | ۳۲ روز                  | قوس جنوبی               |
| جَدْی               | Capricornus       | "۱۲٫۰ '۲۶ ۲۳°- ۱۸h۰۰m۰۰٫۰۰s      | ۰۶:۰۶ روز ۱ دی (۲۲ دسامبر)                   | دی ۲۹:۱۰:۳۹                      | بزغاله                  | ۲۹ دی (۱۹ ژانویه)       | ۲۸ روز                  | ذنب‌الجدی                |
| دَلو               | Aquarius          | "۵۳٫۴ '۰۸ ۲۰°- ۲۰h۰۸m۴۳٫۳۸s      | ۱۶:۴۴ روز ۳۰ دی (۲۰ ژانویه)                  | بهمن ۲۹:۱۴:۰۸                    | دلو                     | ۲۷ بهمن (۱۶ فوریه)      | ۲۴ روز                  | بتا دلو                 |
| حوت               | Pisces            | "۱۴٫۷ '۲۸ ۱۱°- ۲۲h۰۸m۲۱٫۳۶s      | ۰۶:۵۲ روز ۳۰ بهمن (۱۹ فوریه)                 | اسفند ۲۹:۲۲:۵۸                   | ماهی                    | ۲۱ اسفند (۱۲ مارس)      | ۳۸ روز                  | اتا ماهی                |